# Германовичі (Польща)
Германовичі (пол. Hermanowice) — село в Польщі, у гміні Перемишль Перемишльського повіту Підкарпатського воєводства, у межах етнічної української території Надсяння. Населення — 613 осіб (2011).

## Розташування
Розташоване за кілька кілометрів на південь від Перемишля, у долині Вігору.
У 2003 р. в селі проживало 580 осіб.

## Історія
Існувало вже в період середньовіччя. Відкрито тут городище часів Київської Русі, оточене одним земляним валом. Германовичі було власністю Гороховських, потім Дрогойовських, Фредрів і Красінських.
У 1914 р. в період підготовки до оборони фортеці Перемишль село частково спалили. Решта будівель була знищена під час воєнних дій. В селі залишилась руїна форту, що входив до укріплень фортеці Перемишль.
Після розпаду Австро-Угорщини і утворення 1 листопада 1918 р. Західноукраїнської Народної Республіки це переважно населене українцями село Надсяння було окуповане Польщею. В 1921 р. у селі було 89 будинків і 501 мешканець. З них 352 греко-католики, 141 римо-католик і 8 юдеїв. На 1.01.1939 в селі було 780 мешканців (з них 460 українців-грекокатоликів, 155 українців-римокатоликів, 60 поляків, 90 польських колоністів міжвоєнного періоду і 15 євреїв). Згідно з переписом 1 липня 1939 року було 400 греко-католиків, 333 римо-католиків, 24 євреїв та 8 інших.
У 1934-1939 рр. Германовичі були резиденцією ґміни, де війтом вибрали українця. Село входило до Перемишльського повіту Львівського воєводства.
Після початку Другої світової війни 13 вересня 1939 року війська Третього Рейху увійшли в село, та після вторгнення СРСР до Польщі 27 вересня увійшли радянські війська і Германовичі, що знаходяться на правому, східному березі Сяну, разом з іншими навколишніми селами відійшли до СРСР та ввійшли до складу утвореної 27 листопада 1939 року Дрогобицької області УРСР (обласний центр — місто Дрогобич).
В березні 1945 року Германовичі, як і весь Перемишльський район включно з містом Перемишль зі складу Дрогобицької області передано Польщі. У 1944—1945 рр. в Україну виселено більшість жителів села. 15—20 травня 1947 р. під час акції «Вісла» за західні землі Польщі було переселено 91 мешканця.
19 грудня 1944 року боївка УПА випадково натрапила у селі на двох бійців Війська Польського: вони зупинили інформатора-повстанця, а той у відповідь кількома пострілами поранив вояків. Обох упівці віднесли до господаря і наказали війтові піклуватися про них. Однак наступного ж дня поранені померли.
У 1975-1998 роках село належало до Перемишльського воєводства.

## Демографія
Демографічна структура станом на 31 березня 2011 року:
|          | Загалом | Допрацездатний вік | Працездатний вік | Постпрацездатний вік |
| -------- | ------- | ------------------ | ---------------- | -------------------- |
| Чоловіки | 298     | 60                 | 207              | 31                   |
| Жінки    | 315     | 58                 | 198              | 59                   |
| Разом    | 613     | 118                | 405              | 90                   |

## Відомі люди
- Ямняк Петро — український журналіст, поет, громадський і церковний діяч.